# Kerk van Sinstorf (Hamburg-Sinstorf)
De Kerk van Sinstorf (Duits: Kirche Sinstorf; Sinstorfer Kirche) is een monumentale, bijna 1000 jaar oude dorpskerk in het Hamburger Stadtteil Sinstorf. Het kerkgebouw is de enige in wezenlijke delen bewaarde middeleeuwse kerk op het huidige stadsgebied van Hamburg. De kerk wordt soms het patrocinium van Sint-Ansgarius toegedicht, maar daar zijn geen bewijzen voor. Daarom wordt de kerk bij voorkeur de "Kerk van Sinstorf" genoemd. Het gebouw valt sinds 1940 onder monumentenzorg.

## Geschiedenis

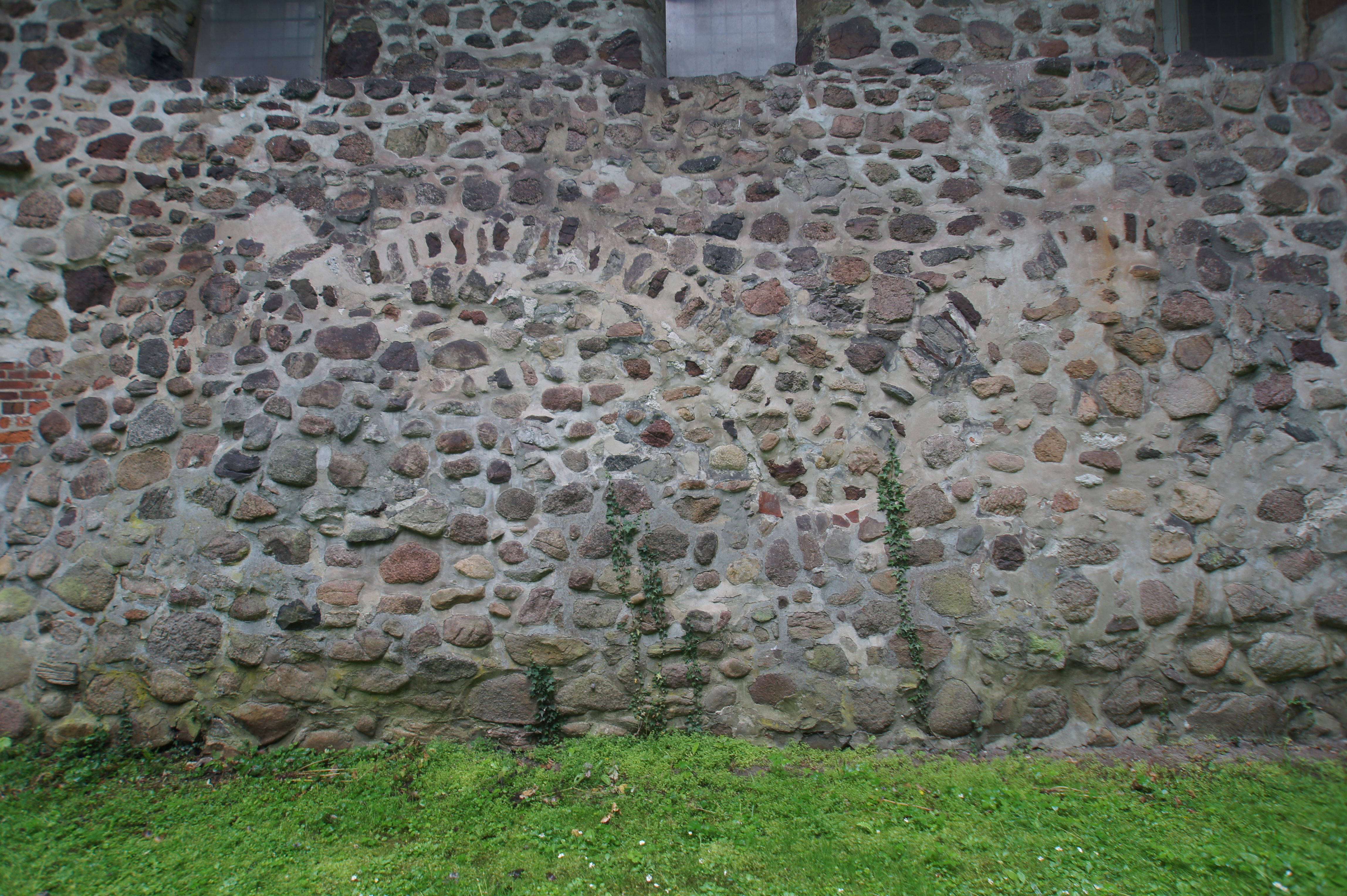
Romaanse arcaden wijzen op de doorgangen naar het niet meer bestaande noordelijke schip

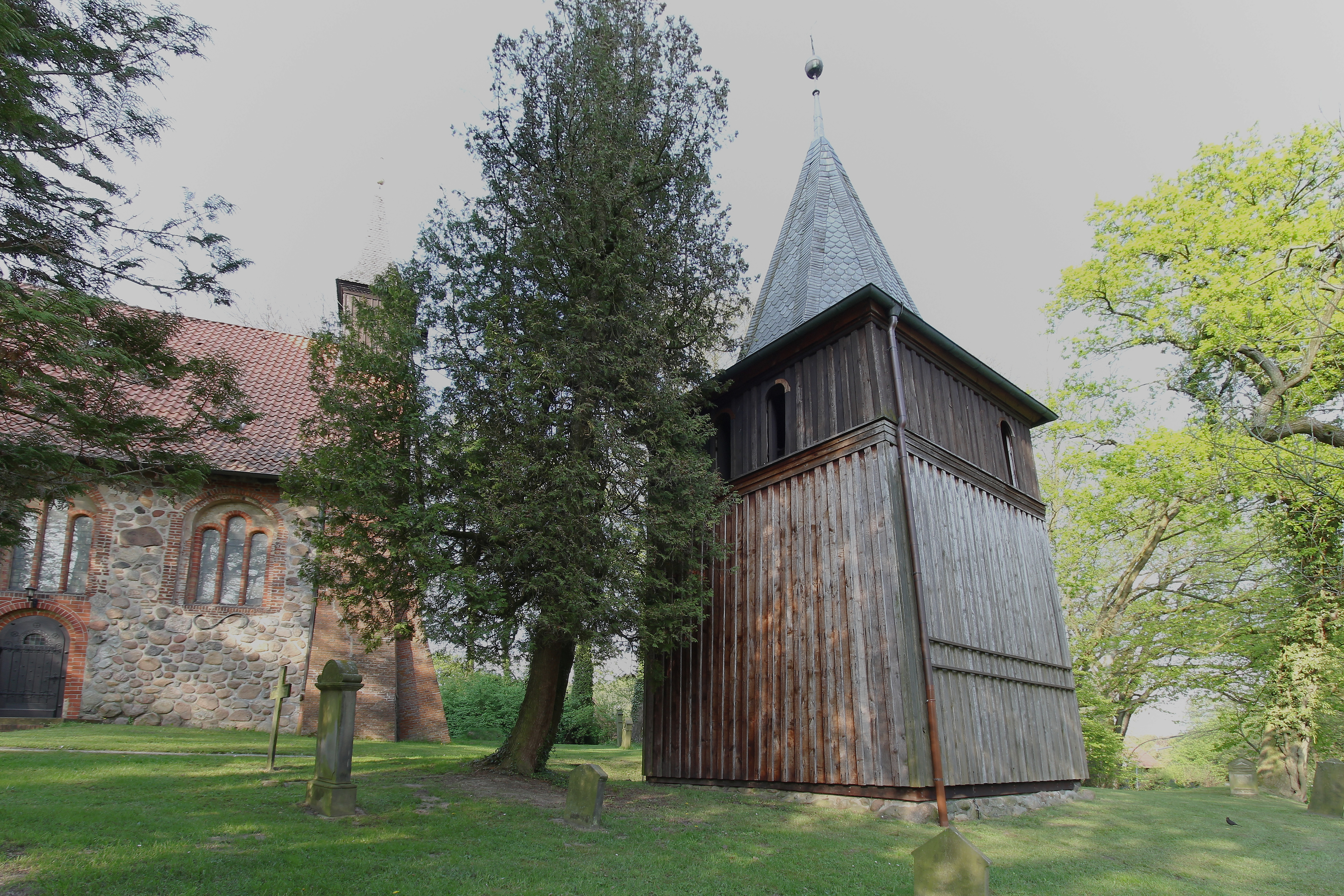
Klokkentoren

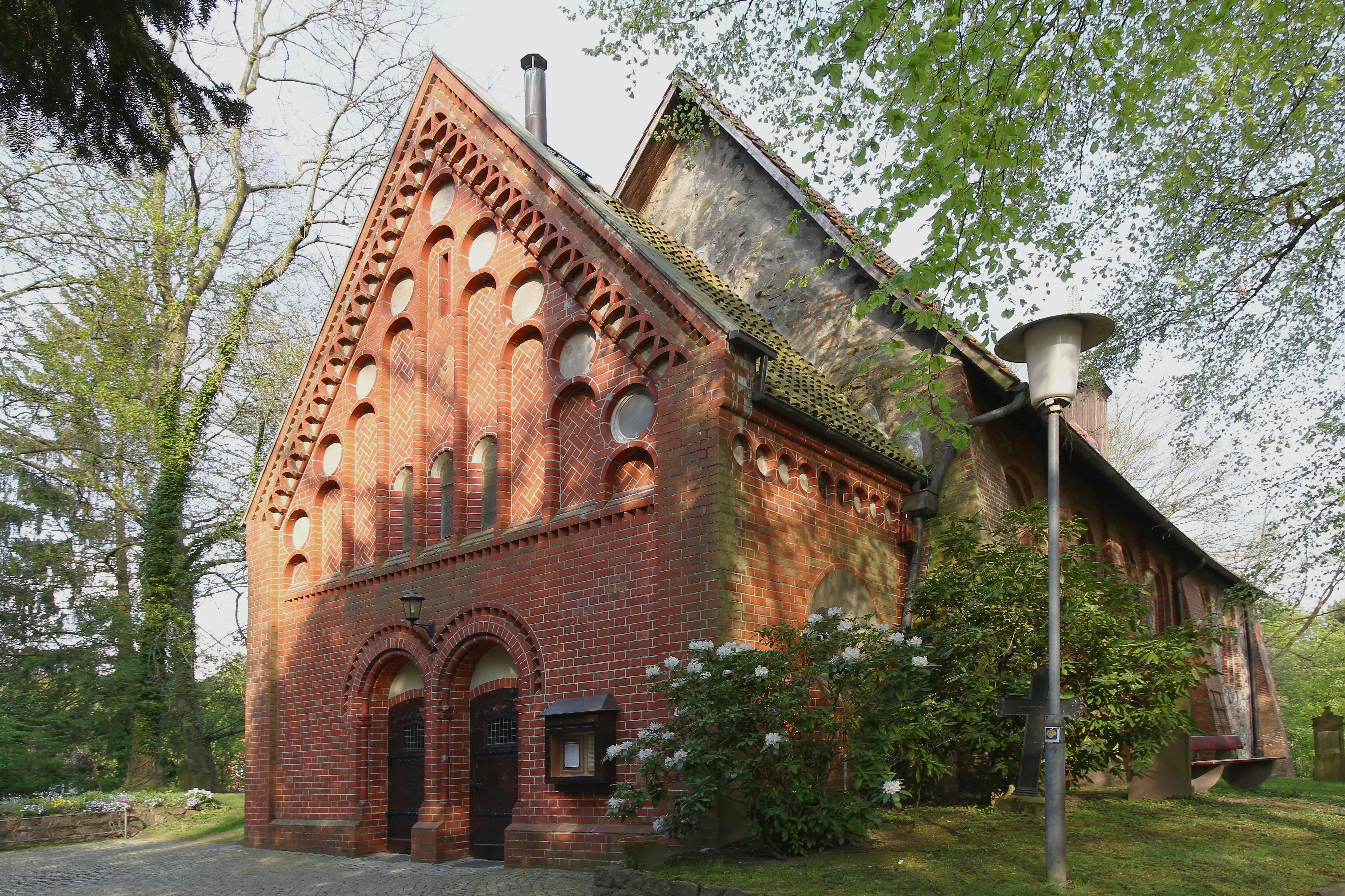
Neoromaanse voorbouw

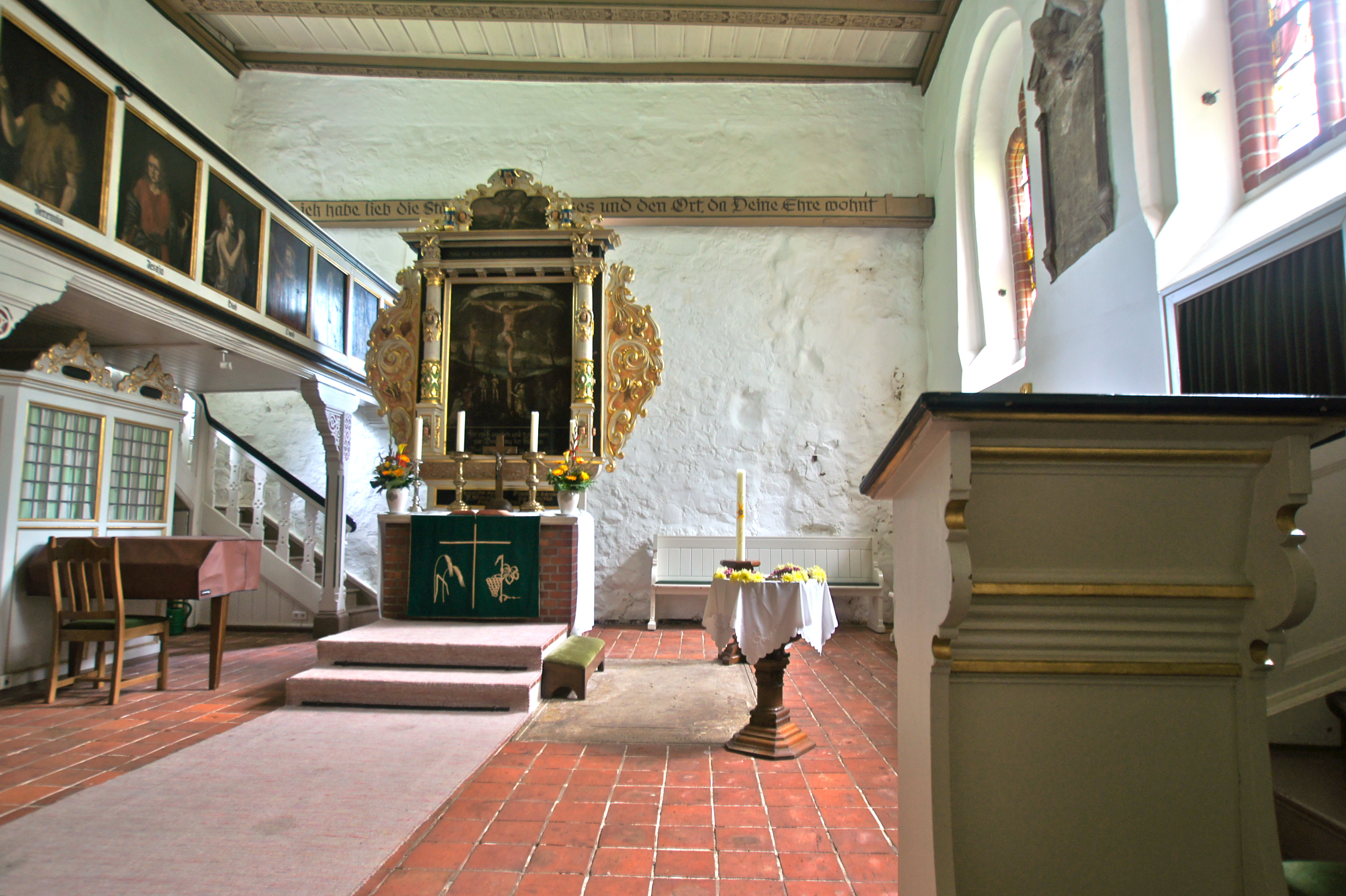
Overzicht interieur

Opgravingen in de jaren 1960 leverden het bewijs dat er vermoedelijk reeds in de 11e eeuw een houten kerkgebouw in Sinstorf stond. Vaak wordt de stichting van de eerste kerk in de eerste helft van de 9e eeuw gedateerd. Hierdoor wordt steeds weer aangenomen dat de kerk, net als de Mauritiuskerk in Hittfeld, door bisschop Ansgarius na zijn vlucht uit Hamburg voor de Vikingen gesticht zou kunnen zijn.  Omdat men bij de opgravingen resten van twee verschillende rijen houten palen vond, bestaat het vermoeden dat er nog een ander houten kerkgebouw op deze plaats heeft gestaan.
Aan het begin van de 11e eeuw werd een drieschepige basiliek van veldstenen gebouwd. De kerk werd op een heuvel gebouwd en diende ook als toevluchtsoord. Rond de kerk waren verdedigingsgrachten en een omwalling aangelegd. Uit deze bouwfase bleven de vier romaanse rondboogramen in de noordelijke muur bewaard. Bij opgravingen werden delen van de oude vloer en een opening naar het oosten ontdekt. Tegen deze tijd werd Sinstorf reeds als centrum van een uitgestrekt kerspel beschreven.
Na verwoestingen werd de kerk in 1416 tot de huidige vorm verbouwd. Het noordelijke zijschip werd opgegeven, terwijl het ander zijschip en het hoofdschip tot één schip werden samengevoegd. Ook het oostelijke koor onderging een gotische verbouwing. In het westen werd een ronde toren aangebouwd, waarvan tegenwoordig nog muurresten aan het kerkdak zijn te herkennen.
In 1660 werd de kerk tot een zaalkerk verbouwd, waarbij het koor werd verbreed en de zichtbare scheiding tussen het schip en het koor werd opgeheven. De ronde toren werd gesloopt en de ramen in de zuidelijke muur vergroot. In 1690 werd ten zuidoosten van de kerk de nog altijd bestaande vrijstaande houten klokkentoren gebouwd; de dakruiter boven de oostelijke gevel voegde men in 1698 toe.
Als laatste grote verandering aan de kerk werd in de jaren 1906-1907 onder leiding van Karl Mohrmann op het westen een neoromaanse voorhal aangebouwd en kreeg de zuidelijke muur wederom nieuwe ramen. In het oosten en het zuiden werden, ter stabilisatie van de naar buiten neigende muren, steunberen tegen de kerk geplaatst.
Nadat tegen het einde van de 20e eeuw er bodemproblemen werden geconstateerd, bleken de stuttende steunberen wel een bijdrage te leveren aan het gewicht van het gebouw, maar, in tegenstelling tot hetgeen men met de steunberen beoogde, geen effect te sorteren op de stabiliteit van de muren. Daarom werd de kerk in de periode 2004-2006 op meerdere plaatsen met cement in de muren en fundamenten versterkt.
Op het kerkhof vonden tot 1885 nog begrafenissen plaats. Enkele graven bleven bewaard.

## Oudste gebouw van Hamburg
Alhoewel de kerk van Sinstorf met de oudste bouwdelen uit de 11e eeuw stamt, geldt officieel de circa 300 jaar jongere vuurtoren op het eiland Neuwerk als het oudste gebouw van Hamburg. De reden hiervan is dat de vuurtoren door Hamburg zelf werd gebouwd, terwijl Sinstorf pas in het kader van de Groot-Hamburgwet van 26 januari 1937 bij het grondgebied van Hamburg werd gevoegd. Ook de in de loop der eeuwen verrichte verbouwingen hebben het aanzien van de kerk aanmerkelijk veranderd. Dit laat echter onverlet dat de kerk van Sinstorf het oudste nog bestaande en gebruikte gebouw is op het gebied van de Vrij Hanzestad Hamburg.

## Inrichting
In de kerk overheerst de barokke stijl. De opzet van het altaar wordt in de huidige vorm op het jaar 1619 gedateerd. Bij gunstig licht kan men ontdekken dat er onder het huidige schilderij een ouder altaarschilderij schuilgaat. De huidige voorstelling betreft een kruisigingsscène.
De kansel werd in 1643 geschonken en in 1688 versierd.
De 30 olieverfschilderijen aan de galerij stellen de apostelen en profeten voor en zijn vroeg-17e-eeuws. Ook het passiereliëf uit circa 1480 van de Lüneburger kunstenaar Cord Snitker, een breukstuk dat de "Onmacht van Maria" voorstelt, kreeg in de vroege 17e eeuw een plaats in de kerk.
Tot 1694 stond een oud bronzen doopvont in de kerk, die ter dekking van bouwschulden moest worden verkocht. In het kader van de verbouwing in 1906-1907 werd het huidige doopvont in de kerk geplaatst. De in 1906 vervaardigde ramen in de zuidelijke muur stellen scènes uit het leven van Jezus voor. Het derde raam is het enige, dat niet in de Tweede Wereldoorlog werd verwoest.
Op de zuidelijk muur bevindt zich nog een zwaar beschadigd epitaaf van Conrad von Windheim, die meer dan 37 jaar preekte in Sinstorf. Naast het altaar is nog de grafzerk van de commandant van de vesting Harburg, generaal-luitenant Anton Ulrich Braun (1704–1780), aan wie de kerk een grote schenking te danken heeft.

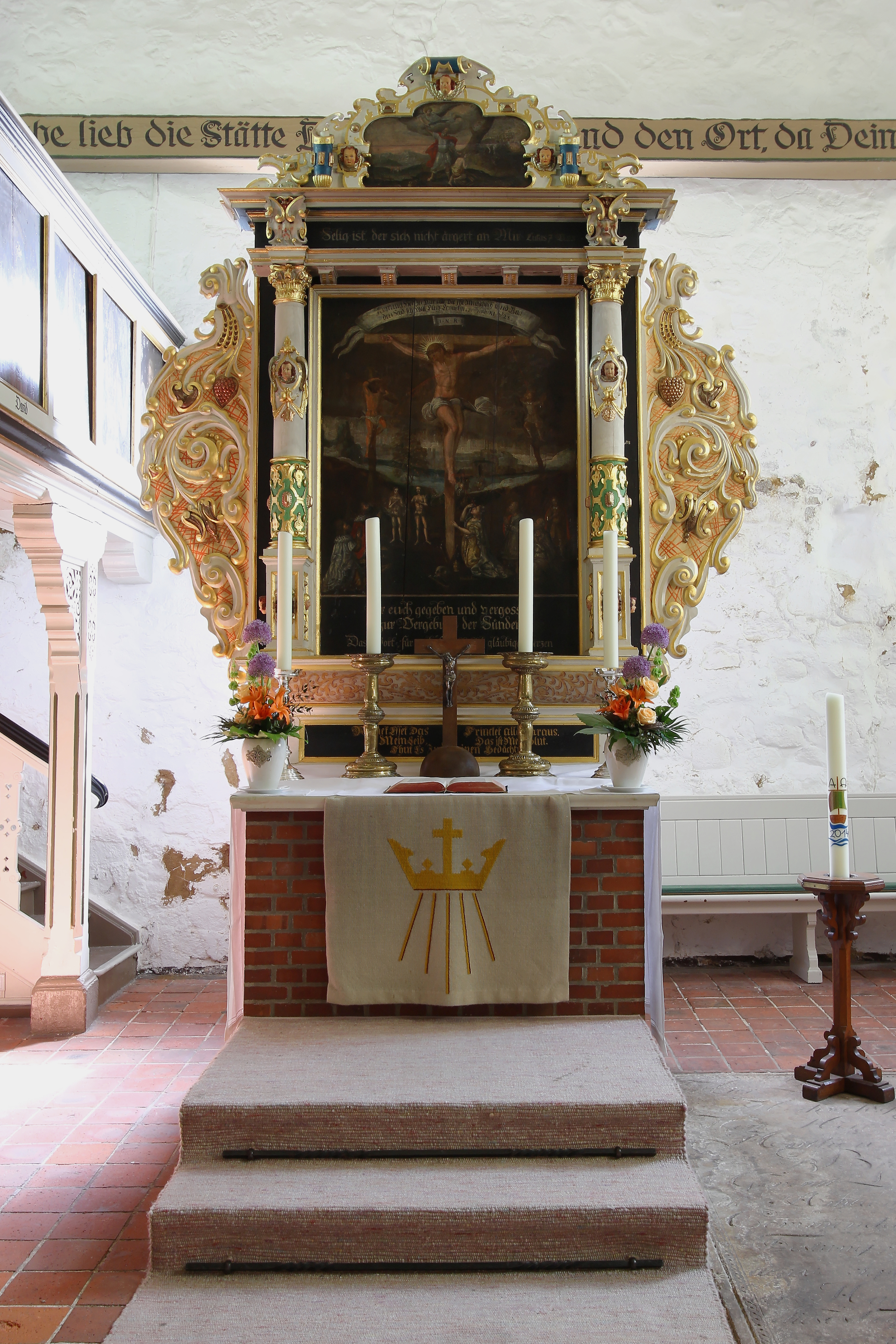
Altaar
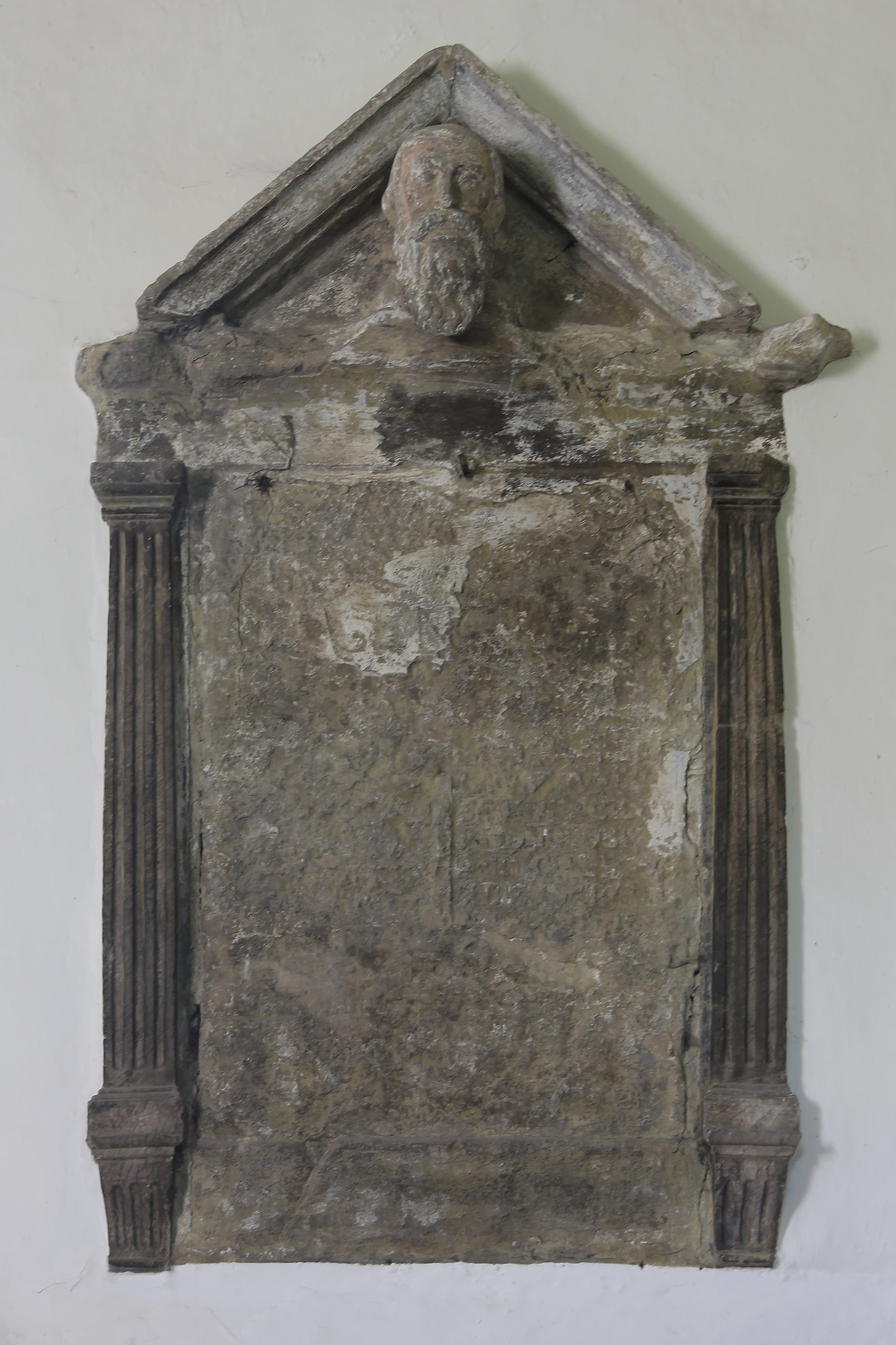
Epitaaf
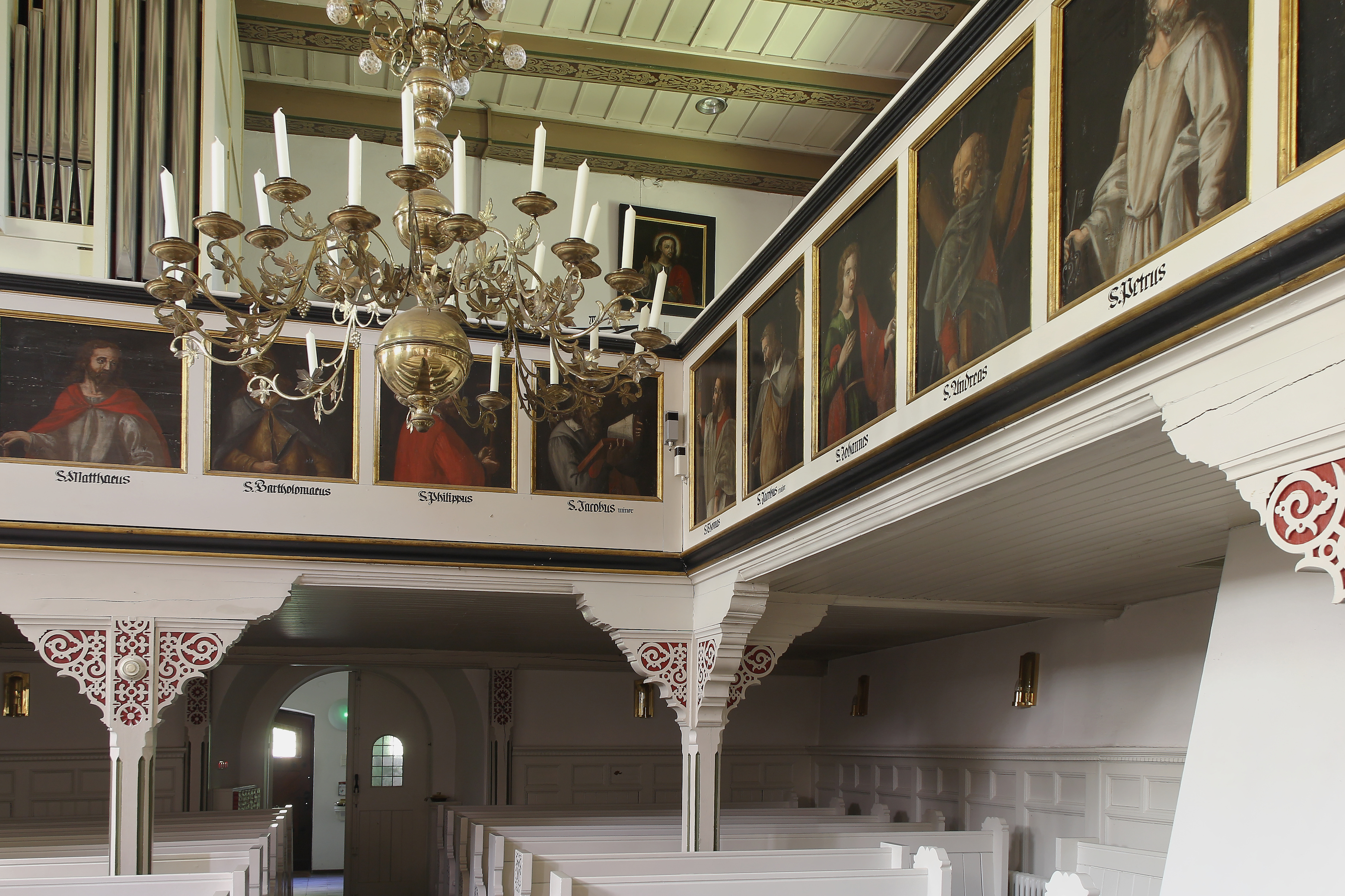
Galerij
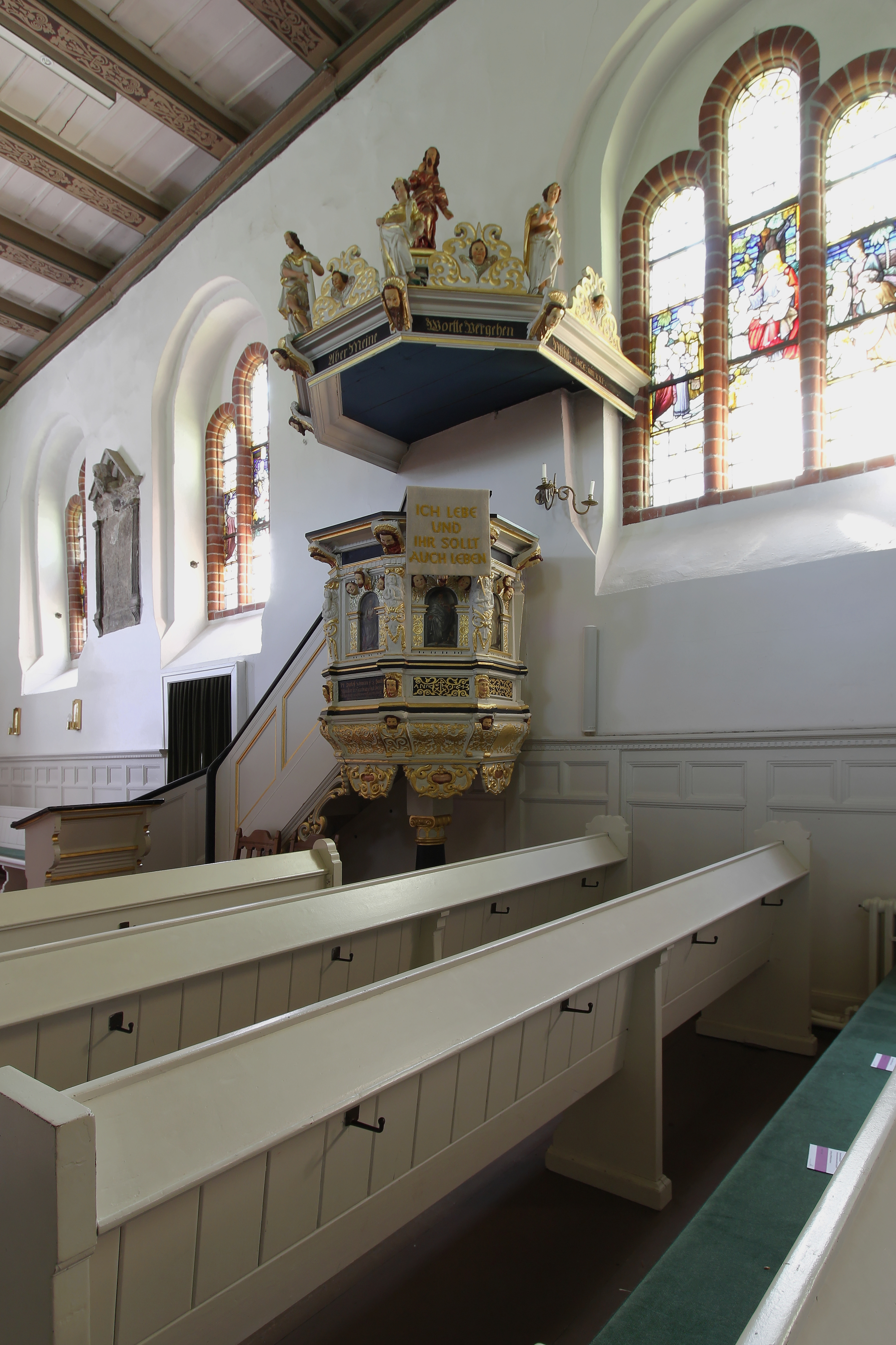
Kansel
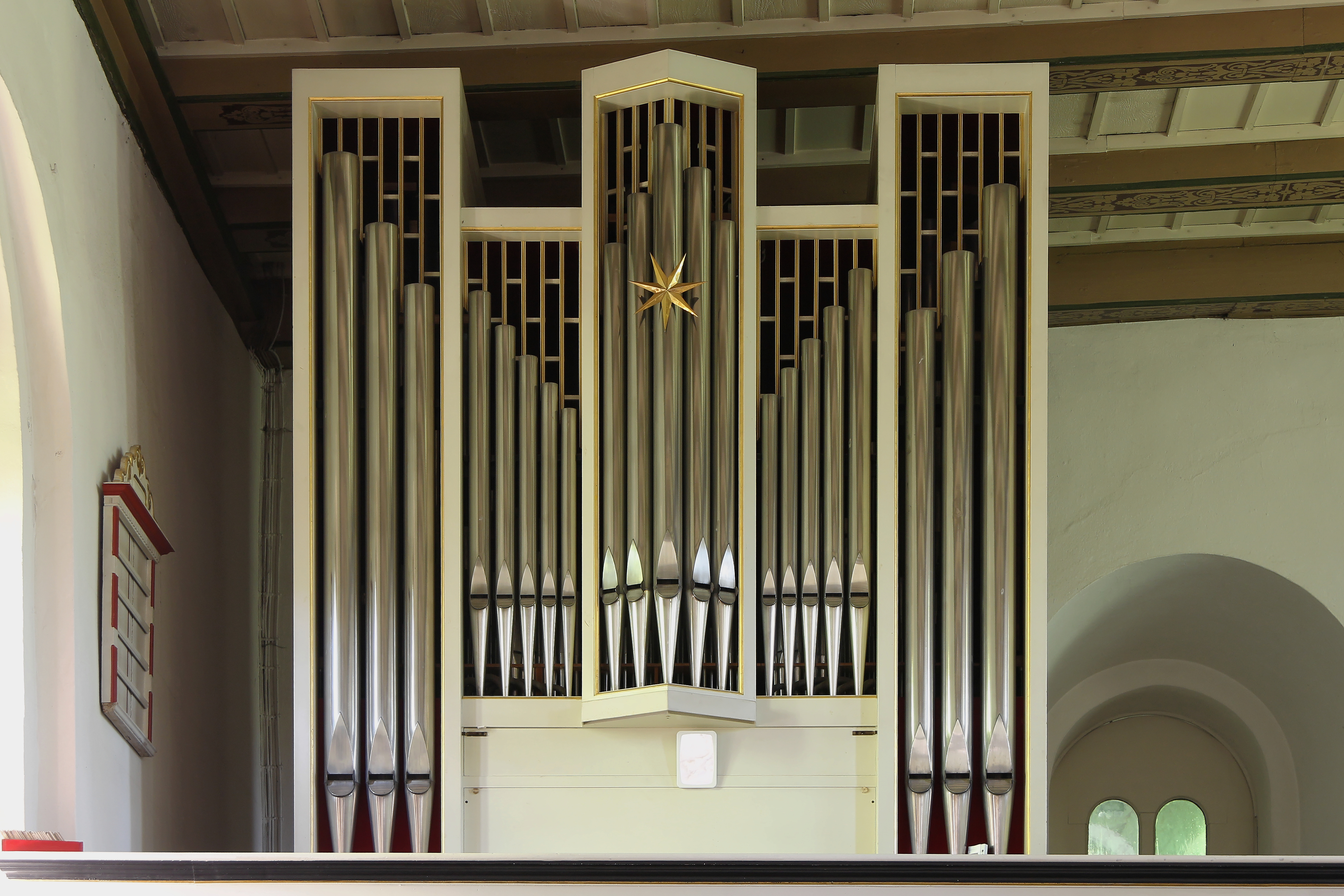
Orgel
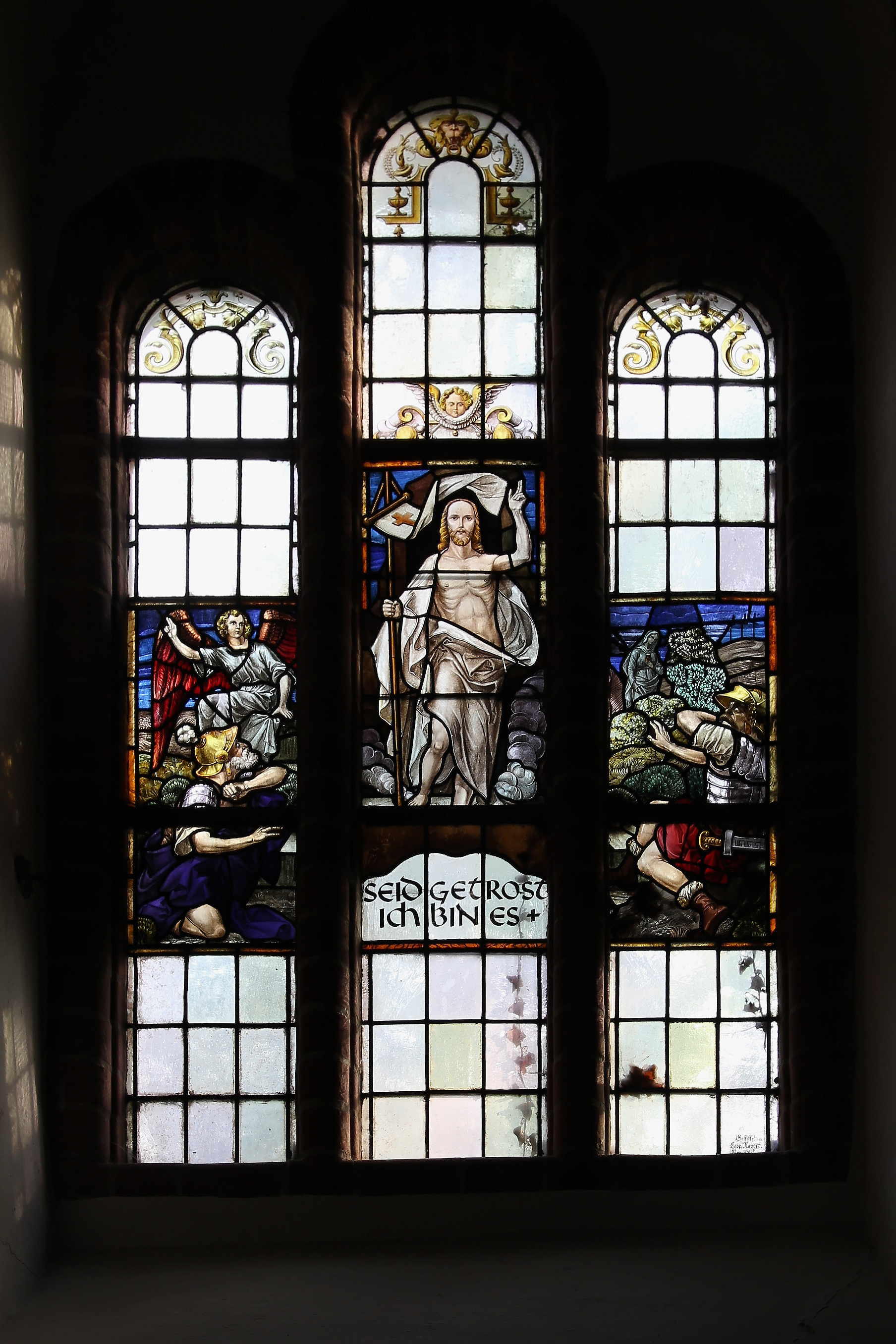
Raam

## Klokken
De oudste klok werd op 9 juni 1773 door de Hamburger klokkengieter Johann Nicolaus Bieber gegoten uit een destijds reeds 299 jaar oude klok. Deze klok werd in 1943 ten behoeve van de oorlogsindustrie afgegeven, maar kwam op 24 april 1947 onbeschadigd terug. Twee andere klokken (een slagklok uit 1699 en een kleinere klok uit 1835) werden reeds in de Eerste Wereldoorlog omgesmolten. De kleinere klok stamt uit het jaar 1931.

## Orgel
Sinds 1691 bezit de kerk een orgel. Nieuwe orgels werden gebouwd in 1867 en 1938. Het laatste orgel werd in de Tweede Wereldoorlog vernield en in 1976 door nieuwbouw vervangen door een instrument van de orgelbouwfirma Rudolf von Beckerath uit Hamburg.